# Sophie Calle

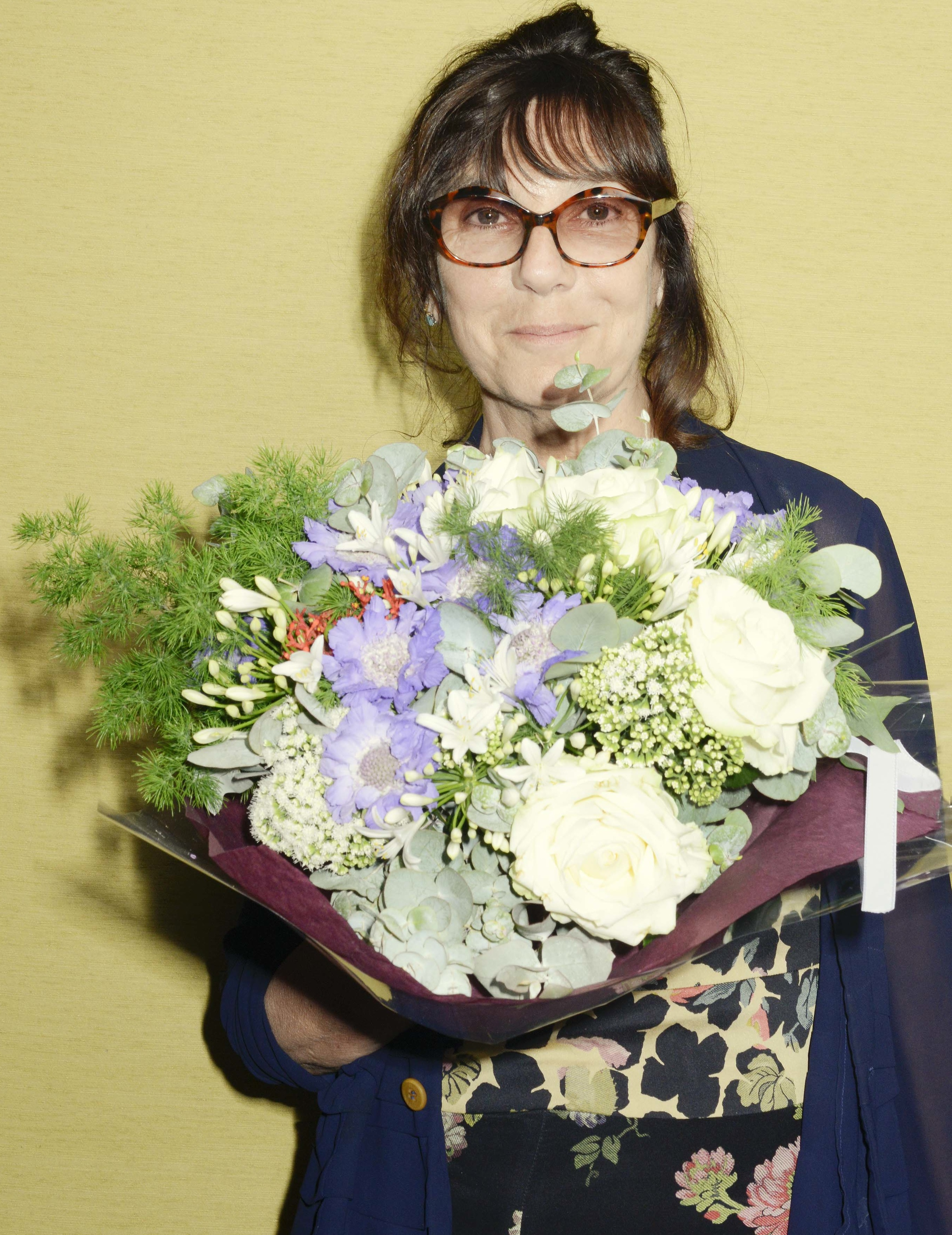
Sophie Calle 2015

Sophie Calle (* 9. Oktober 1953 in Paris) ist eine französische Künstlerin. Ihr Werk umfasst Fotografie, Installationen, Video- und Konzeptkunst, häufig unter Verwendung von Text.

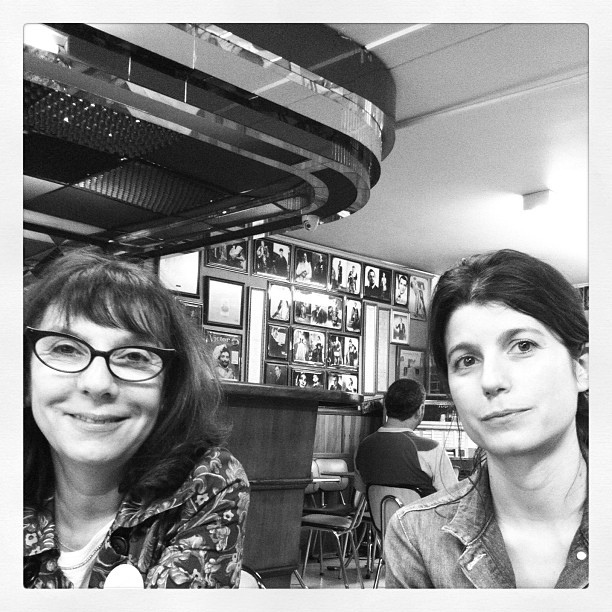
Sophie Calle mit Alexandra Cohen

## Leben und Werk
Sophie Calle wurde 1953 als Tochter des Kunsthändlers Robert Calle und der Chirurgin Monique Sindler in Paris geboren. Nach der Trennung der Eltern zwei Jahre später wuchs Calle bei ihrer Mutter auf.
Nach Tätigkeiten als Barfrau und Tänzerin unternahm Sophie Calle in den 1970er Jahren Reisen, die sie in über sieben Jahren in den Libanon, nach Mexiko und in die USA führten. 1978, während eines Aufenthalts in Kalifornien, begann sie zu fotografieren.
1979 kehrte sie zurück nach Paris und startete bald ihre erste Kunstaktion: Um sich wieder an Paris zu gewöhnen, begann sie fremden Menschen zu folgen. Verkleidet mit Perücke und Regenmantel und ausgestattet mit einer Kleinbildkamera und einem Notizbuch verfolgte sie ihre „unbekannten Stadtführer“ durch eine Stadt, in der sie sich einsam und fremd fühlte. Das Ergebnis ihrer Untersuchung wurde anhand von Fotos und geschriebenen Berichten dokumentiert und ausgestellt.
Schließlich lud sie 45 Menschen – Freunde, Bekannte, Unbekannte – ein, in ihrem Bett zu schlafen und sich dabei von ihr fotografieren zu lassen. Es entstand ihre erste Arbeit Die Schläfer (1979), die erste Veröffentlichung ihrer „unglaublich anmutenden, abenteuerlichen Einbrüche in eigene und fremde Privatsphären.“
Für das Werk Der Schatten wechselte sie die Perspektive und bat im April 1981 ihre Mutter, einen Detektiv zu beauftragen, sie zu beschatten und Nachforschungen über ihr eigenes Leben als Künstlerin anzustellen. Die Fotos und der Bericht des Detektivs, sowie ihre eigenen Notizen und zusätzliche Fotografien eines Freundes, der wiederum dem Detektiv folgte, wurden daraufhin ausgestellt und veröffentlicht.
Im Juli 1983 fand Sophie Calle ein Adressbuch, dessen Seiten sie kopierte, bevor sie es dem Eigentümer zurückschickte. Sie hatte beschlossen, die in dem Adressbuch verzeichneten Personen aufzusuchen und aus deren Erzählungen ein Porträt des Eigentümers zu verfassen, dem sie nie begegnet ist. Die Texte erschienen vom 4. August bis zum 2. September 1983 in der Serie „L'Homme au carnet“ in der Tageszeitung Libération. Die Veröffentlichung dieses sukzessive entstehenden Porträts rief einen Skandal hervor. 2019 wurde das Adressbuch ins Deutsche übersetzt (ISBN 978-3-518-22510-3).
Im Projekt Hotel arbeitete Sophie Calle als Zimmermädchen in einem Hotel in Venedig, wodurch sie die Gegenstände und Schriftstücke der Hotelgäste erforschen konnte. Während der Aktion Zimmer mit Aussicht (2003) verbrachte sie die Nacht in einem Bett auf der Spitze des Eiffelturms und lud 28 Menschen ein, ihr Gute-Nacht-Geschichten vorzulesen, um sie wach zu halten.
Das Centre Pompidou stellte eine Werkschau zusammen, die vom 10. September bis 13. Dezember 2004 im Martin-Gropius-Bau zu sehen war.
Ihr Beitrag für den französischen Pavillon der Biennale di Venezia im Sommer 2007 war eng angelehnt an ihr eigenes Privatleben. So wurde die Nachricht, mit der sich ihr Lebensgefährte, der französische Autor Grégoire Bouillier, von ihr trennte, die Grundlage des Werks Prenez soin de vous. Sophie Calle erhielt die schlechte Nachricht per E-Mail und wusste nach eigenen Angaben nicht, was sie antworten sollte. Die Nachricht schloss mit dem Satz „Prenez soin de vous“ (dt. „Geben Sie Acht auf sich.“). Für ihren Beitrag in Venedig ließ sie den Text der Trennungsmail von 107 Frauen interpretieren, darunter eine Richterin, eine Wahrsagerin, eine Psychoanalytikerin, eine Bharatanatyam-Tänzerin.
2002 wurde Calle mit dem international renommierten SPECTRUM-Preis für Fotografie der Stiftung Niedersachsen ausgezeichnet und ihr Werk vom 30. Juni bis zum 22. September 2002 im Sprengel Museum Hannover gezeigt. Sophie Calle war das Vorbild für die Figur der Maria im Roman Leviathan von Paul Auster. Sie wurde 2010 mit dem schwedischen Hasselblad Foundation Award ausgezeichnet, der von der Hasselblad-Stiftung vergeben wird und mit 100.000 Euro dotiert ist.
2024 wurde sie mit dem Praemium Imperiale in der Kategorie Malerei ausgezeichnet.
Sophie Calle lebt und arbeitet in Malakoff bei Paris und in New York.

## Ausstellungen
- 2020: Sophie Calle: Was bleibt. Kunstmuseum Ravensburg.
- 2019: Sophie Calle: Regard incertain. Kunstmuseum Thun.
- 2019: Sophie Calle: Un certain regard. Fotomuseum Winterthur.
- 2018: mit Serena Carone: Beau doublé, Monsieur le Marquis! Musée de la Chasse et de la Nature, Paris.[10]
- 2017: Deutsche Börse Photography Prize 2017. Museum für Moderne Kunst, Frankfurt (Gruppenausstellung).[11]
- 2015: Sophie Calle: Pour la dernière et pour la première fois. Musée d’art contemporain de Montréal.
- 2014: Blütezeit. DZ BANK Kunstsammlung, Frankfurt am Main (Gruppenausstellung).
- 2007: Sophie Calle: Prenez soin de vous. Biennale di Venezia, französischer Pavillon.
- 2004: Sophie Calle. Martin-Gropius-Bau, Berlin.[5]
- 2003: Sophie Calle. M’as-tu vue? Centre Georges Pompidou, Paris[12]
- 1998: Sophie Calle: The Birthday Ceremony. Tate Gallery of Modern Art, London[13]

## Veröffentlichungen
- Wahre Geschichten. 65 Erzählungen. Aus dem Französischen von Sabine Erbrich. (Bibliothek Suhrkamp, Bd. 1519) Suhrkamp, Berlin 2021, ISBN 978-3-518-22519-6.
- Das Adressbuch. Aus dem Französischen von Sabine Erbrich. (Bibliothek Suhrkamp, Bd. 1510) Suhrkamp, Berlin 2019, ISBN 978-3-518-22510-3.
- Souvenirs de Berlin-Est. Actes Sud, Arles 1999, ISBN 2-7427-2602-0.
- Did you see me? Prestel Verlag, München 2003, ISBN 3-7913-3035-7.
- Wahre Geschichten. Aus dem Französischen von Elke Bahr und Sebastian Viebahn. Prestel Verlag, München, Berlin, London, New York 2004, ISBN 3-7913-3262-7.
- Ich hasse Interviews. Interview mit Fabian Stech anlässlich der Verleihung des Spectrum Preises 2002. In: Kunstforum. Band 162, 2002, S. 210–218.
- Mit Paul Auster: Double Game. Distributed Art Pub, New York City 2007, ISBN 978-1-933045-69-6.